# Eupsoropsis calida
Eupsoropsis calida là một loài bướm đêm trong họ Noctuidae.